# Münster-Sarmsheim

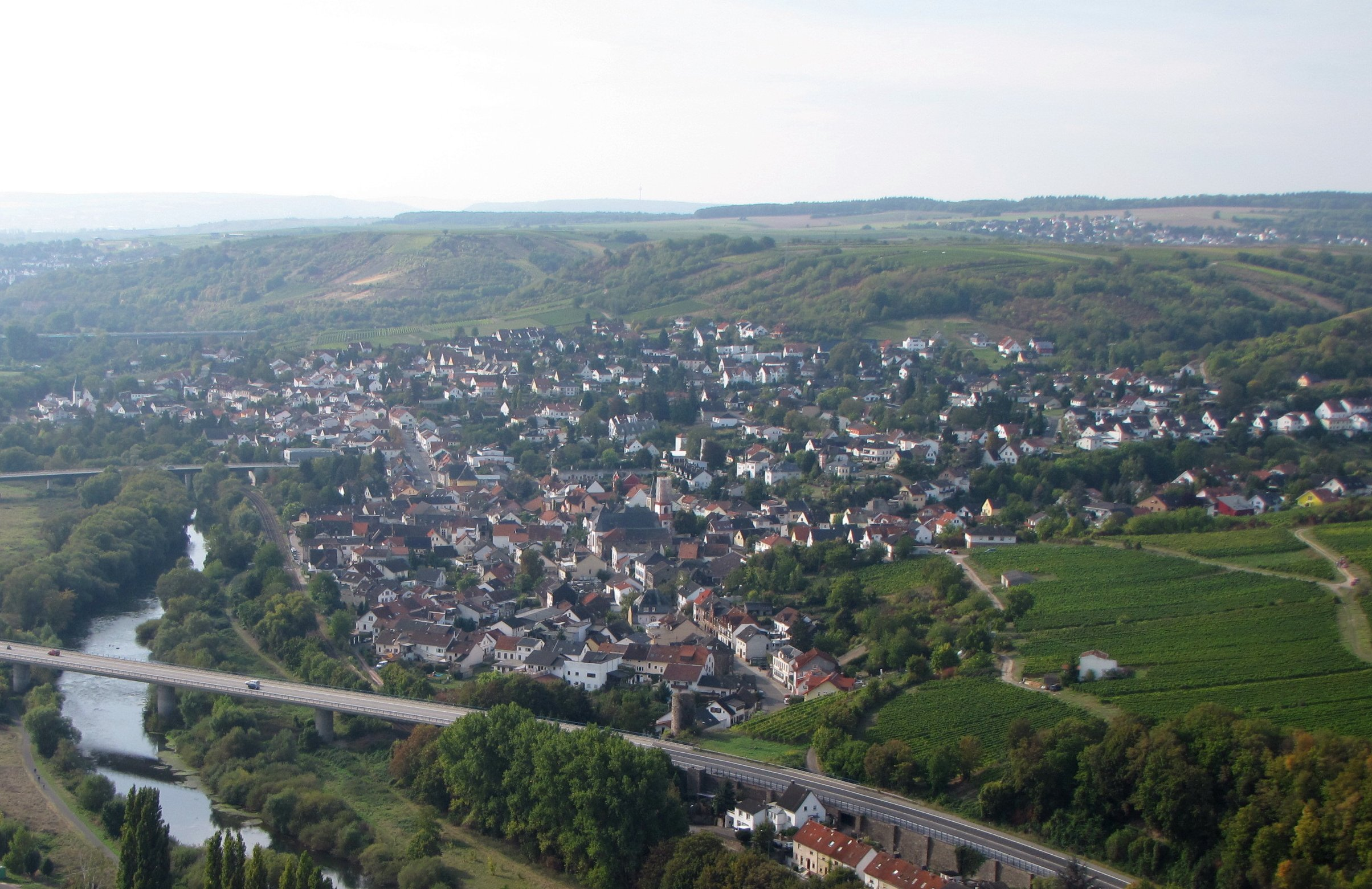
Blick auf Münster-Sarmsheim

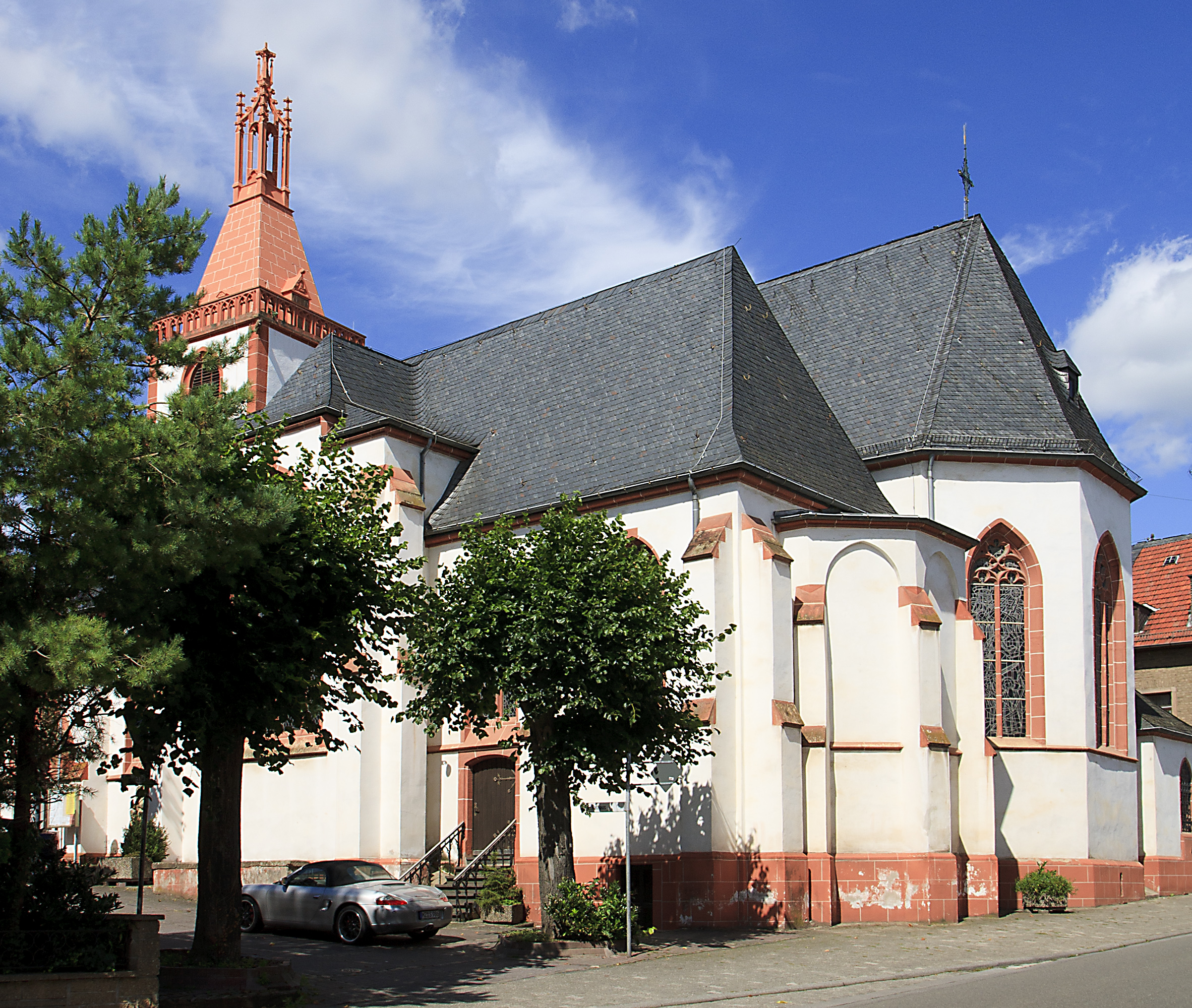
Katholische Pfarrkirche St. Peter und Paul

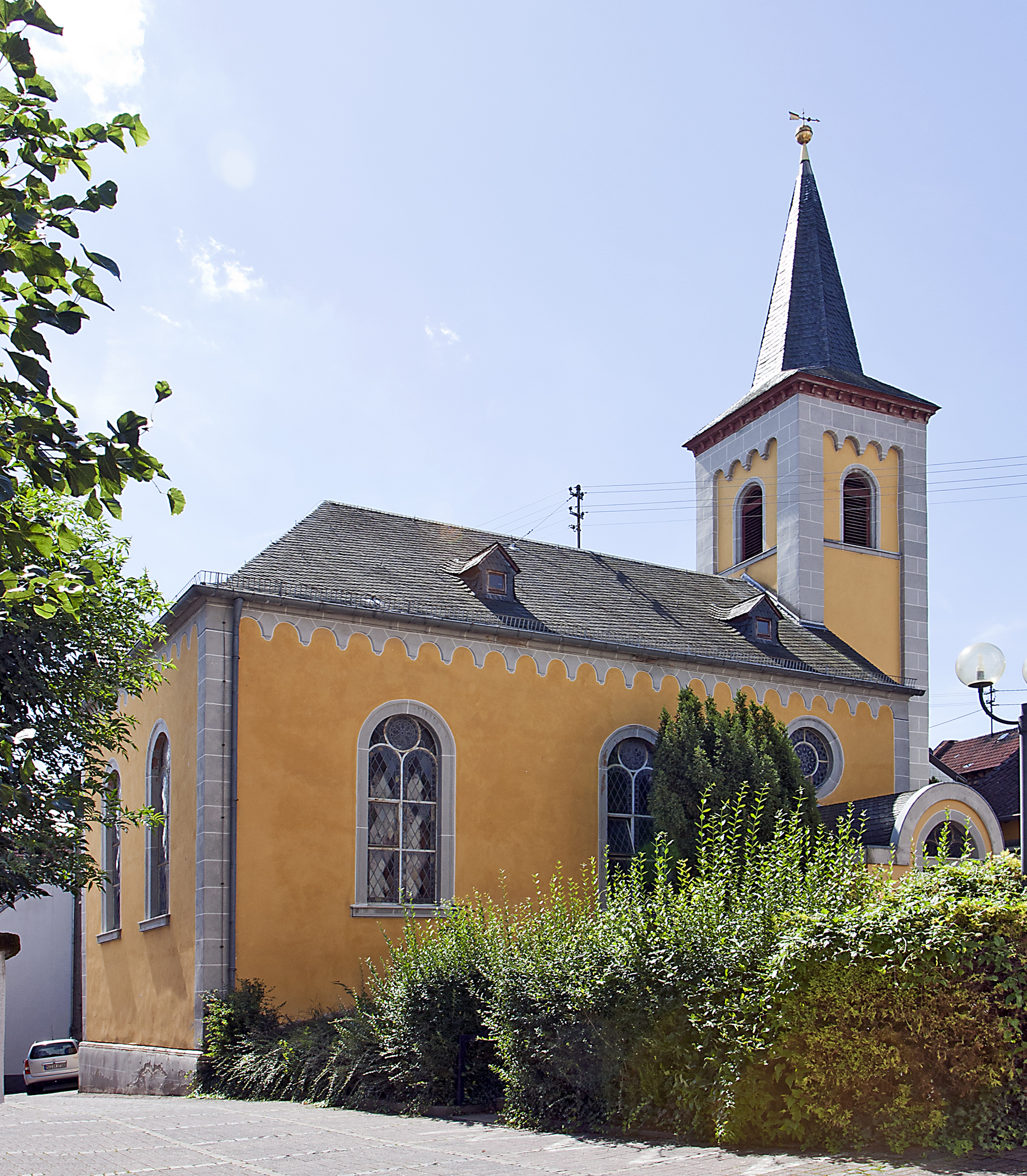
Evangelische Kirche

Münster-Sarmsheim ist eine Ortsgemeinde im Landkreis Mainz-Bingen in Rheinland-Pfalz. Sie gehört der Verbandsgemeinde Rhein-Nahe an, die ihren Verwaltungssitz in der Stadt Bingen am Rhein hat.

## Geographische Lage
Münster-Sarmsheim liegt südlich von Bingen am Rhein am linken Ufer der Nahe, etwa zwei Kilometer oberhalb deren Mündung in den Rhein. Er grenzt am gegenüberliegenden Nahe-Ufer an den Binger Stadtteil Büdesheim.

## Geschichte
Die Gemeinde entstand am 1. Oktober 1928 durch die Zusammenlegung von Münster bei Bingerbrück mit dem südlich gelegenen Sarmsheim.
Bevölkerungsentwicklung
Die Entwicklung der Einwohnerzahl von Münster-Sarmsheim bezogen auf das heutige Gemeindegebiet, die Werte von 1871 bis 1987 beruhen auf Volkszählungen:
| Jahr | Einwohner |
| 1815 | 611       |
| 1835 | 1.009     |
| 1871 | 1.425     |
| 1905 | 2.014     |
| 1939 | 2.175     |
| 1950 | 2.359     |

| Jahr | Einwohner |
| 1961 | 2.644     |
| 1970 | 2.855     |
| 1987 | 2.541     |
| 1997 | 2.855     |
| 2005 | 2.875     |
| 2023 | 3.136     |

## Politik

### Gemeinderat
Der Gemeinderat in Münster-Sarmsheim besteht aus 20 Ratsmitgliedern, die bei der Kommunalwahl am 9. Juni 2024 in einer personalisierten Verhältniswahl gewählt wurden, und dem ehrenamtlichen Ortsbürgermeister als Vorsitzendem.
Die Sitzverteilung im Gemeinderat:
| Wahl | SPD | CDU | Grüne | FWG | Gesamt   |
| ---- | --- | --- | ----- | --- | -------- |
| 2024 | 4   | 7   | 3     | 6   | 20 Sitze |
| 2019 | 5   | 5   | 4     | 6   | 20 Sitze |
| 2014 | 5   | 7   | 3     | 5   | 20 Sitze |
| 2009 | 6   | 7   | 2     | 5   | 20 Sitze |
| 2004 | 5   | 8   | 1     | 6   | 20 Sitze |

- FWG = Freie Wählergruppe Münster-Sarmsheim e. V.

### Bürgermeister
Ortsbürgermeister ist Jürgen Dietz (FWG). Bei der Direktwahl am 26. Mai 2019 wurde er mit einem Stimmenanteil von 78,30 % und bei der Direktwahl am 9. Juni 2024 als einziger Bewerber mit 79,3 % in seinem Amt bestätigt.

## Kultur und Sehenswürdigkeiten

### Bauwerke
- Trutzbingen, Burgruine „Stumpfer Turm“ von 1493
- Altes Rathaus von 1520
- Katholische Pfarrkirche Sankt Peter und Paul von 1189
- Evangelische Kirche von 1810
- Katholische Kirche Sankt Alban von 1445
- Altes Zollhaus von 1710
- Fachwerkhaus in der Saarstraße 20 von 1517
- Weingut Kruger-Rumpf (Gründung des Weinguts 1708)

### Naturschutz
- Naturschutzgebiet Trollmühle mit den Felsformationen der Trollfelsen aus dem Erdaltertum vor 285 Mill. Jahren.

## Wirtschaft und Infrastruktur

### Feste
- Einmal im Jahr findet in Münster-Sarmsheim die Kerb statt. Hier wird am ersten Augustwochenende gefeiert, getanzt und getrunken. Untermalt mit Musik und dem Münster-Sarmsheimer Nahewein ist das Fest jedes Jahr Magnet für Jung und Alt. Traditionell beginnt die Kerb freitags mit einem Gottesdienst in der Kirche St. Peter und Paul und dem Fassanstich des Bürgermeisters. Die Kerb endet montagabends.

### Weinlagen
- Kapellenberg, Pittersberg, Dautenpflänzer, Rheinberg

### Verkehr

#### Straßenverkehr
- Direkt durch den Ort verläuft die B 48 die Bad Kreuznach und Bingen am Rhein verbindet.
- Die Bundesautobahn 61 wird nach ca. 3 km an der Anschlussstelle Bingen-Mitte erreicht.

#### Eisenbahn
Der Ort ist im Schienenpersonennahverkehr über seinen Haltepunkt Münster-Sarmsheim an der Nahetalbahn mit Bingen Hbf und via Bad Kreuznach weiter über die Alsenztalbahn mit Kaiserslautern Hauptbahnhof verbunden. Der Haltepunkt wurde zunächst unter der Bezeichnung Münster b. Bingen zum 1. November 1902 eröffnet und bereits 1903 in Münster b. Bingerbrück umbenannt. 1928 erfolgte dann die Umbenennung in Münster-Sarmsheim.

### Bildung
Münster-Sarmsheim hat zwei Kindergärten und eine eigene Grundschule.

## Persönlichkeiten

### Söhne und Töchter
- Paul Hoffaeus (um 1525–1608), Jesuit
- Gerhard Fischer-Münster (* 1952), Komponist

### Weitere Personen mit Bezug zu Münster-Sarmsheim
- Daniel Baldy (* 1994), deutscher Politiker und Bundestagsabgeordneter, lebt in Münster-Sarmsheim

### Ehrenbürger
- Theo Fischer (1926–2023), Komponist und Musikprofessor, in Münster-Sarmsheim geboren, Ehrenbürger seit 1989[11]
- Friedrich Werner (1922–2018), Geschäftsmann und Mäzen für Münster-Sarmsheim[12]